# Нінгаль
Нінгаль («Велика пані») — шумерська богиня, дружина бога місяця Нанни. Разом з цим богом її шанували в Урі і Харрані. У Сирії ця богиня була відома як Ніккаль, і тут їй поклонялися до I тисячоліття до н. е. Одним із занять цієї богині і її жриць було тлумачення снів. В одному плачі на шумерській мові описується, як Нінгаль безуспішно намагалася, разом з богами, перешкодити руйнуванню Ура.
Наступні клинописні знаки використовувалися для запису її імені:

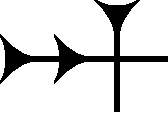
Префікс, що використовується перед ім'ям бога
NIN - "пані"
GAL - "велика"

## Джерело
- Історія археологічного дослідження країни